# Hấp tinh đại pháp
Hấp tinh đại pháp là một môn võ công được nhắc đến trong bộ tiểu thuyết kiếm hiệp Tiếu ngạo giang hồ của nhà văn Kim Dung. Người sáng chế và sử dụng môn võ công này là giáo chủ Nhật Nguyệt thần giáo Nhậm Ngã Hành. Sau này chỉ có duy nhất Lệnh Hồ Xung có cơ duyên học được.
Hấp tinh đại pháp là một môn công phu tu luyện nội lực, sau khi luyện xong có thể "hút nội lực của đối phương vào chính bản thân mình". Yếu quyết để luyện môn công phu này là trước tiên phải tự hóa tán công lực của bản thân: "Huyệt Đan điền như cái rương trống rỗng, lại giống như hang sâu. Rương rỗng có thể đựng đồ, hang sâu có thể chứa nước. Nếu có nội tức thì phải tán ra những huyệt ở Nhâm mạch". Yếu quyết này đi ngược lại với phép tu luyện nội công thông thường: "Nguyên tắc căn bản của luyện nội công là phải ngưng tụ chân khí đầy rẫy trong huyệt Đan điền. Nội tức ở huyệt Đan điền đầy rẫy chừng nào thì nội lực thâm hậu chừng ấy".
Hấp tinh đại pháp có một nhược điểm là tuy thu hút nội lực của đối phương vào bản thân, nhưng những luồng chân khí đó không cùng nguồn gốc, không thể dung hòa với nhau, ngược lại còn xung đột lẫn nhau trong kỳ kinh bát mạch. Mỗi lần phát tác đều khiến cho người luyện đau đớn khổ sở như bị tẩu hỏa nhập ma. Lần sau càng nghiêm trọng hơn lần trước. Cũng chính vì điểm này mà Nhậm Ngã Hành sau này đã đột tử do chính những luồng chân khí mà y đã thu thập trong đời. Lệnh Hồ Xung suýt đi theo vết xe đổ của Nhậm Ngã Hành, nhưng may mắn hơn vì được Phương Chứng đại sư truyền thụ bộ nội công Phật môn thượng thừa là Dịch cân kinh, có thể hóa giải được những luồng chân khí dị chủng trong người.

## Hấp tinh đại pháp và Bắc Minh thần công
Có nhiều nhận định cho rằng Hấp tinh đại pháp là một "dị bản" của môn nội công tối thượng của Phái Tiêu Dao là Bắc Minh thần công, điều này không phải hoàn toàn là không có cơ sở. Cả hai môn nội công hùng bá võ lâm này có một số điểm tương đồng.
Trong bản chỉnh sửa mới nhất của Tiếu ngạo giang hồ, Kim Dung qua lời kể của Nhậm Ngã Hành đã xác nhận về mối quan hệ liên quan giữa hai môn nội công này:
Hấp tinh đại pháp được phái Tiêu Dao sáng tạo giữa thời Bắc Tống, phân làm hai đường Bắc Minh thần công và Hóa công đại pháp, về sau họ Đoàn ở Đại Lý và phái Tinh Tú phân ra để truyền lại, rồi hợp lại làm một gọi là Hấp tinh đại pháp, chủ yếu thừa kế đường Hóa công đại pháp. Có điều người thường học không được phương pháp này vì trong đó có chỗ thiếu sót. Lúc đó, ta tu luyện Hấp tinh đại pháp đã hơn mười năm, trên giang hồ thần công đại pháp này rất có tiếng tăm. Người trong chính giáo vừa nghe nhắc đến nó không ai không sợ đến vỡ mật. Nhưng ta lại biết trong thần công này có mấy chỗ thiếu sót lớn, lúc đầu không tìm ra được, sau đó những họa hoạn của nó dần dần hiện ra. Trong mấy năm, dĩ nhiên ta đã hiểu rõ những họa hoạn đó, biết rằng nếu không kịp thời bổ cứu thì sẽ có một ngày thân thể bị độc hỏa thiêu đốt. Đó là lấy công lực của người khác thì sẽ bị phản kích lại, hút càng nhiều công lực thì bị phản kích càng nhiều.

Hấp Tinh Đại Pháp và Bắc Minh Thần Công đều là dạng võ công ăn cắp nội lực
Bất cứ ai từng đọc qua cuốn tiểu thuyết Thiên long bát bộ nổi tiếng ắt hẳn cũng đã biết Bắc Minh thần công là một loại thượng thừa nội công tâm pháp do Tiêu Dao Tử - thủy tổ của Phái Tiêu Dao sáng chế ra. Trong chương khẩu quyết tâm pháp đầu tiên của bộ võ công này, lão tử Tiêu Dao Tử đã khẳng định ngay rằng: "Bắc Minh thần công lấy nội lực của thiên hạ làm của mình. Nước lớn biển Bắc không phải tự nhiên mà có..."
Ngoài ra, cốt truyện Thiên long bát bộ còn mô tả rằng: "Kẻ nào dùng tới Bắc Minh thần công, chỉ có thể hút nội lực của kẻ yếu hơn hắn, đấu với kẻ nội lực ngang bằng hắn chứ không thể nào đọ với kẻ mang nội lực vượt xa mình. Vì nếu như nội lực kẻ địch mạnh hơn ta, tức là biển chảy ngược vào sông hồ, cực kỳ hung hiểm..." - Sự này lại rất giống với mô tả về võ công Hấp tinh đại pháp trong bộ truyện Tiếu ngạo giang hồ.
Trong lịch sử của Phái Tiêu Dao, người lãnh ngộ được tới cảnh giới cao nhất của Bắc Minh thần công ngoài Tiêu Dao Tử thì còn có truyền nhân Vô Nhai Tử (Đoàn Dự có được cơ duyên lãnh ngộ nhưng sự học chưa tới).
Trong khi đó Hấp tinh đại pháp (xuất hiện trong truyện Tiếu ngạo giang hồ) là môn võ công cực kỳ thâm độc của Nhậm Ngã Hành - giáo chủ Nhật Nguyệt thần giáo. Môn võ công này chuyên hút công lực của người khác để làm mạnh công lực của mình. Người nào bị họ Nhậm sử cầm nã thủ, nắm được huyệt Mạch môn hút thì công lực cạn kiệt, sinh lực không còn, có sống cũng như chết.
Cả hai đều gây nguy hiểm cho người luyện có tiềm lực yếu
Cả Đoàn Dự (nhân vật trong Thiên long bát bộ) và Lệnh Hồ Xung (nhân vật trong Tiếu ngạo giang hồ) đều là những người trẻ luyện bộ võ công ăn cắp nội lực như Bắc Minh thần công và Hấp tinh đại pháp. Đoàn Dự biết đến Bắc Minh thần công là nhờ duyên kỳ ngộ, nhưng khi biết tới lời cảnh báo, rằng môn võ công này có thể gây rối loạn nội lực chính bên trong người sử dụng, khả năng cao dẫn tới tẩu hỏa nhập ma nên Đoàn Dự chỉ học chiêu thức đầu tiên trong bộ.
Còn đối với Lệnh Hồ Xung, anh học được Hấp Tinh Đại Pháp khi bị "cha vợ" Nhậm Ngã Hành lừa vào nơi y bị giam giữ, trong thời gian này, Lệnh Hồ Xung đã ngây thơ học và luyện hết toàn bộ khẩu quyết Hấp tinh đại pháp do Nhậm Ngã Hành để lại. Nhưng về sau, môn nội lực tâm pháp này cũng không ít lần suýt lấy mạng Lệnh Hồ Xung khi trong người anh chứa quá nhiều nguồn nội lực xung khắc nhau.